# Río Narmada
El Narmada (en devánagari: नर्मदा; en guyaratí: નર્મદા o Nerbudda), anteriormente conocido como río Narbada, es un río del centro de la India que fluye en dirección oeste por los estados de Madhya Pradesh, Maharastra y Guyarat, desembocando en el golfo de Cambay (océano Índico).  
Narmada es una palabra sánscrita que significa «el que está dotado de felicidad».

## Geografía

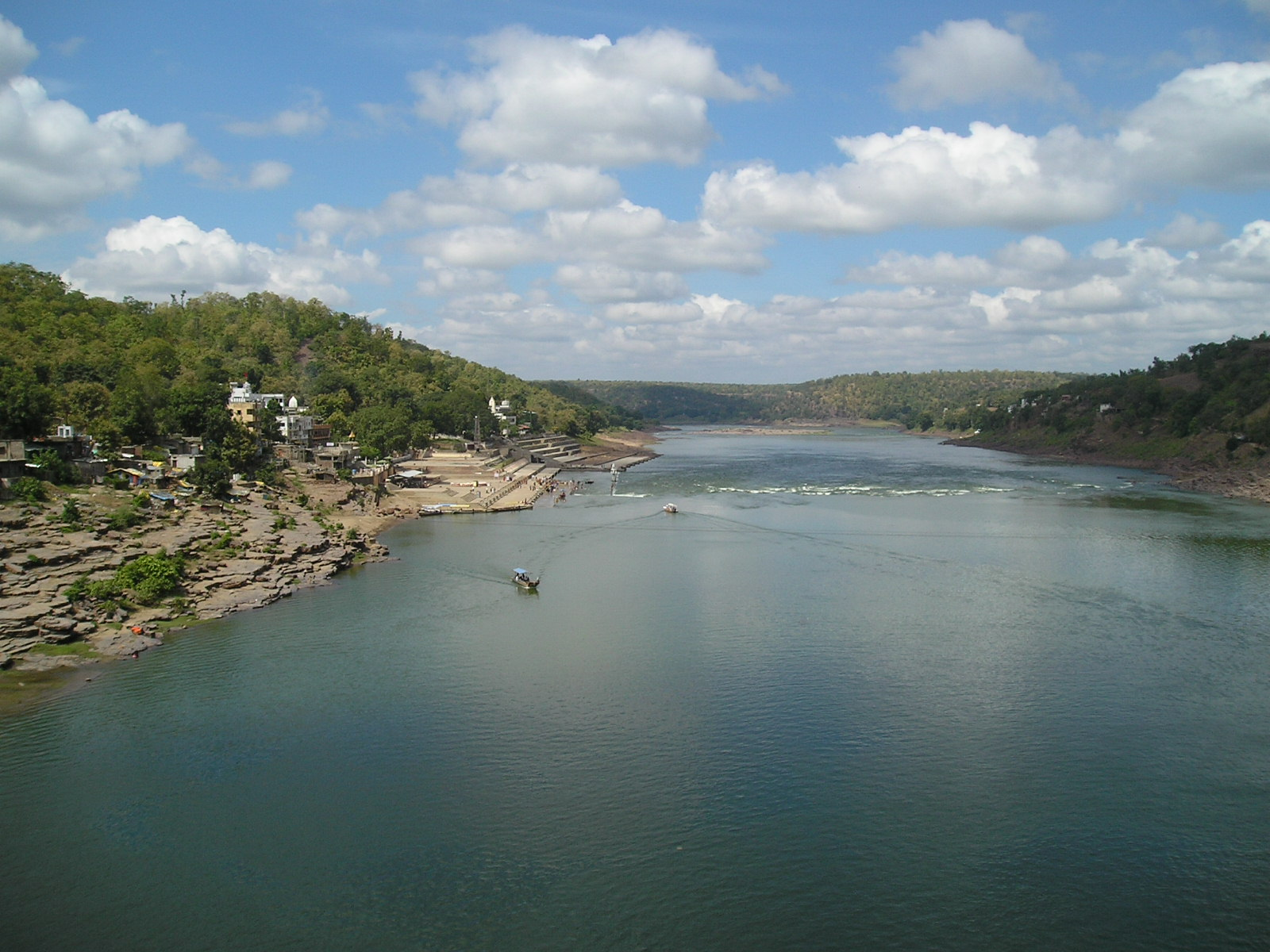
El Narmada en la ciudad de Omkareshwar.

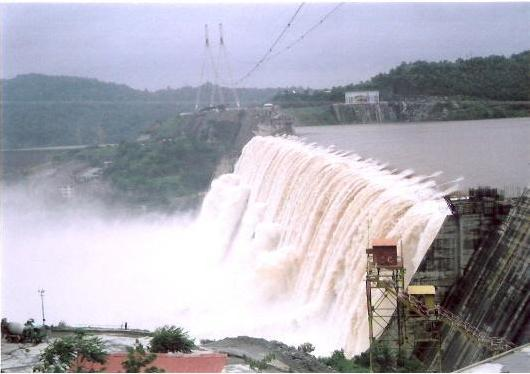
La presa Sardar Sarovar, en construcción.

El río Narmada forma la frontera tradicional entre el norte y el sur de India y fluye en dirección oeste durante un largo trayecto de 1.312 km hasta desaguar en el golfo de Cambay (Khambat) en el mar Arábigo, 50 km al oeste de la ciudad de Bharuch en el estado de Guyarat.
Es uno de los tres únicos ríos principales de la India peninsular, y el más largo de ellos, que fluye en dirección este-oeste (los otros dos son los ríos Tapti y Mahi) y también el único río de la India que pasa por una fosa tectónica, fluyendo al oeste entre las cordilleras Satpura y Vindhya. En su recorrido discurre por los estados de Madhya Pradesh (1.077 km), Maharastra (74 km: 35 km de frontera entre Madhya Pradesh y Maharastra y otros 39 km de frontera entre Madhya Pradesh y Guyarat) y Guyarat (161 km).
Las principales ciudades que se encuentran próximas a sus orillas son Jabalpur (1.117.200 hab. en 2001, Baruch y Omkareshwar.
En su cuenca se ha realizado recientemente un importante proyecto de explotación hidroeléctrica y riego («Narmada Dam Project»), con la construcción de varias presas (más de 30 previstas), siendo la más importante la presa Sardar Sarovar.
Es la parte alta del valle del Narmada donde se unen muchos de sus importantes afluentes del sur, que aportan las aguas de las laderas septentrionales de las colinas de Satpura. Entre ellos se encuentran los ríos Sher (129 km y una cuenca de 2901 km²), Shakkar (150 km y 1541 km²), Dudhi (129 km y 1541 km²), Tawa (117 km) y Ganjal. El Hiran (188 km) y 4792 km²), el Barna, el Koral  (101 km), el Karam y el Lohar son los afluentes importantes que llegan desde el norte.

## Historia
El río Narmada está considerado, por los hinduistas, uno de los siete ríos sagrados de la India.